# Геральдическая палата (Великобритания)

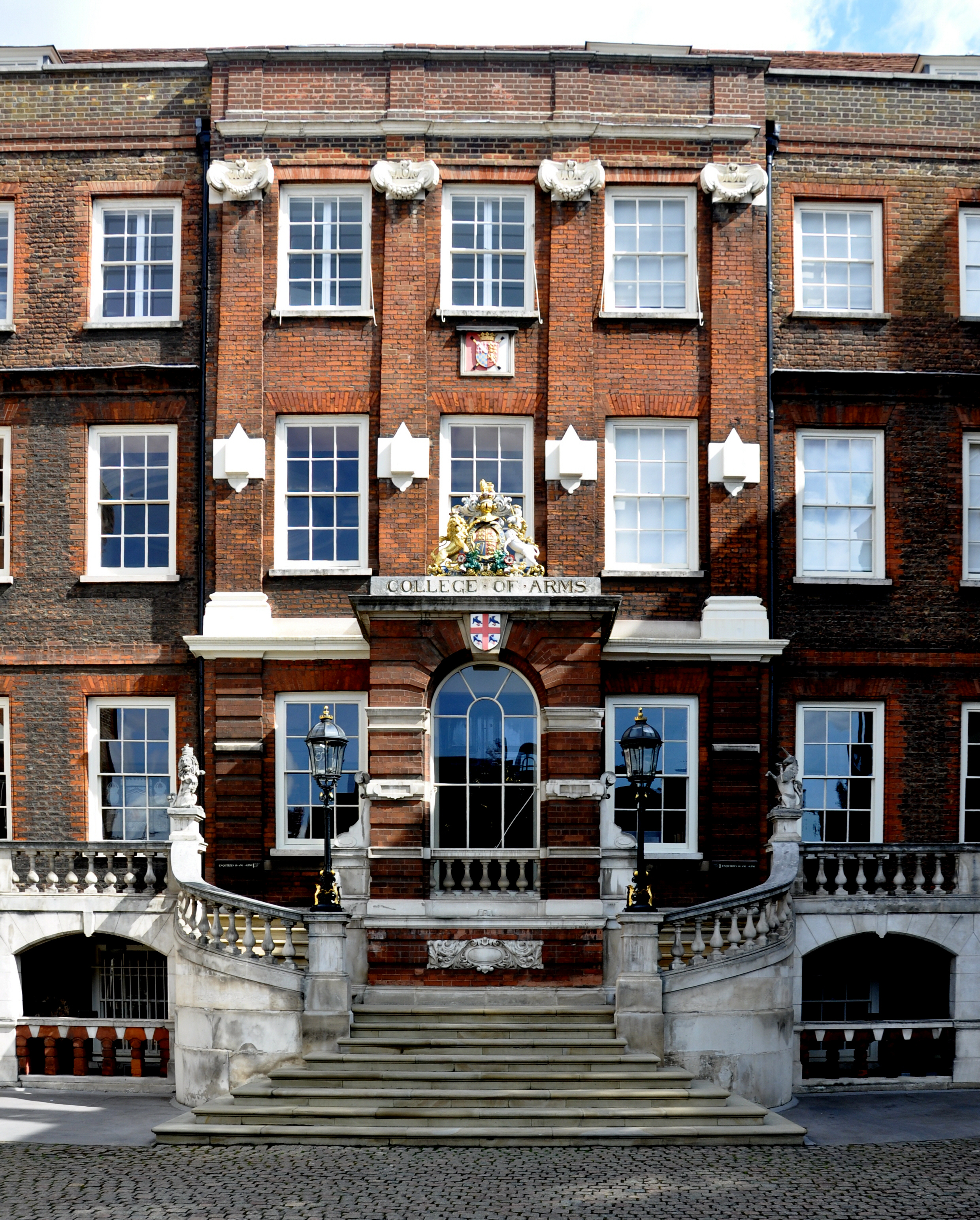
Здание Геральдической палаты на Queen Victoria Street, 2011 год

Геральдическая палата Великобритании (англ. College of Arms), известна также как Коллегия герольдов (англ. College of Heralds) — государственная организация, геральдический орган, расположенный в Лондоне, в чью компетенцию входит решение вопросов геральдики на территории Великобритании (за исключением Шотландии, где эти вопросы входят в компетенцию Геральдической палаты Шотландии) и большей части стран Содружества наций (за исключением ЮАР и Канады, где вопросы геральдики находятся в ведении соответственно Bureau of Heraldry и Canadian Heraldic Authority).
Палата наделена полномочиями действовать от имени Короны во всех вопросах геральдики, разработки и утверждения новых гербов, проведения генеалогических исследований и регистрации родословных. Палата также является официальным органом, ответственным за вопросы, связанные с утверждением и использованием флагов, и ведёт официальные реестры флагов и других национальных символов. Несмотря на то, что Геральдическая палата является частью Управления королевского двора Великобритании, её деятельность финансируется за счёт собственных средств, а не из государственного бюджета.
Геральдическую палату возглавляет граф-маршал, являющийся по должности главным герольдмейстером Великобритании. Эта должность является наследственной, её занимает герцог Норфолк, в настоящее время — Эдуард Фицалан-Говард, 18-й герцог Норфолк. В состав палаты входит 13 офицеров (герольдов), назначаемых монархом, в том числе три Гербовых короля, шесть герольдов и четыре младших герольда (англ. pursuivant of arms). Имеется также семь внештатных офицеров, которые принимают участие в торжественных церемониях, но не являются членами Палаты.

## История
Геральдическая палата была создана в 1484 году королём Ричардом III, и в настоящее время является одним из немногих оставшихся официальных геральдических органов в Европе. В Великобритании существует два таких органа: Court of the Lord Lyon для Шотландии и Геральдическая палата для остальной части Соединенного Королевства.
Геральдическая палата была учреждена королевской хартией, датированной 2 марта 1484 года под латинским названием «Le Garter regis armorum Anglicorum, regis armorum partium Australium, regis armorum partium Borealium, regis armorum Wallæ et heraldorum, prosecutorum, sive pursevandorum armorum.». Перевод: «Гербовый король англичан, гербовый король южных земель, гербовый король северных земель, гербовый король Уэльса и все другие герольды и младшие герольды».
Оригинал Хартии, озаглавленный «Literæ de incorporatione heraldorum», в настоящее время хранится в Британском музее.
С 1555 года Геральдическая палата находится в квартале Блэкфриерс на юго-западе лондонского Сити по адресу Queen Victoria Street, EC4.

## Граф-маршал
Граф-маршал является одним из высших сановников Великобритании, эта должность существует с 1386 года и с 1672 года является наследственной. В 1672 году король Карл II назначил на эту должность Генри Говарда, которому в 1677 году также присвоил титул герцога Норфолка, после чего его наследники стали носителями обоих этих титулов.
Должность маршала в Англии, как и в ряде других стран Европы, первоначально была отнюдь не почётной и означала подчинённого королевского коннетабля (констебля), который отвечал за содержание лошадей и поддержание порядка в дворцовых службах. После упадка средневекового рыцарства задачи графа-маршала стали смещаться в сторону регулирования государственных и королевских церемоний. После учреждения в 1484 году Геральдической палаты на графа-маршала были также возложены обязанности её главы, а также — совместно с лордом-констеблем — руководство Геральдическим судом для отправления правосудия по вопросам, касающимся законодательства о геральдике. Граф-маршал также уполномочен утверждать флаги в Англии и Уэльсе. Чиновники Геральдической палаты имеют исключительное право на ведение реестров национальных и местных флагов, а также консультируют национальные и местные власти, другие организации и отдельных лиц по вопросам вексиллологии.
| Герб | Титулы                                                 | Имя (дата вступления в должность)                         | Примечания |
| ---- | ------------------------------------------------------ | --------------------------------------------------------- | --- |
|      | Герцог Норфолк, граф-маршал, наследуемый маршал Англии | Эдуард Фицалан-Говард, 18-й герцог Норфолк (24 июня 2002) | Эдуард, герцог Норфолк (род. 2 декабря 1956 года) вступил в должность графа-маршала в связи с кончиной его отца — Майлза Фицалана-Говарда, 17-го герцога Норфолка в 2002 году. Наследником Эдуарда является его старший сын Генри Фицалан-Говард, граф Арундел (род. 3 декабря 1987 года). |

### Геральдический суд
Геральдический суд, или суд графа-маршала (англ. Court of Chivalry), является специализированным гражданским судом в Англии, возглавляемым графом-маршалом. Первые упоминания об этом суде датируются 1348 годом. Суд обладает юрисдикцией по всем вопросам, касающимся геральдики, поскольку он утверждает и исполняет решения Геральдической палаты. Суд рассматривает все дела, касающиеся вопросов социального статуса (титулов) и правомочности использования фамильных гербов. Заседания суда проходят в помещении Геральдической палаты, однако последний раз заседание было 1954 году, после 230-летнего перерыва.